# Граф Глейхен
«Граф Гле́йхен» или «Граф фон Гле́йхен» (нем. Der Graf von Gleichen) — тюрингенская средневековая легенда, или сага.

## Сюжет
Тюрингенский граф, которого звали Эрнстом Глейхеном, пошёл с ландграфом Людвигом IV в 1227 году в крестовый поход, оставив дома жену с двумя детьми. Во время крестового похода он попал в плен к султану и долгое время был его рабом. Красивая дочь султана влюбилась в него и пообещала освободить его, если он возьмет её с собой и женится на ней. Мусульманке, привыкшей к тому, что у мужчины может быть несколько жён, было всё равно, что граф уже женат. Обоим удалось сбежать на корабль. Благополучно добравшись до Венеции, граф поспешил в Рим. Папа Римский дал графу разрешение на второй брак при условии принятия его новой женой католицизма. Магометанка приняла водное крещение и стала второй женой графа. По прибытии в замок Глейхен в Тюрингию он рассказал своей жене о заслугах дочери султана, без которых он оставался бы рабом, его жена — вдовой, а дети — сиротами. Две его жены хорошо уживались друг с другом, делили с графом постель и после смерти все вместе лежат в одной могиле.
Реликвии подтверждают правдоподобность саги. Среди них, прежде всего, надгробный камень в Эрфуртском соборе, на котором изображён рыцарь с жёнами — одна по правую, вторая — по его левую сторону, а также несколько трёхспальных кроватей.

## В немецкой культуре
Этот двойной брак впервые упоминается в 1539 году в письме Филиппа Гессенского Лютеру в качестве аргумента в пользу второго морганатического брака с Маргаритой фон дер Заале. Лютер разрешил заключить этот брак Филиппу при условии сохранения этого брака в тайне. Также реформатор Филипп Меланхтон был на этом бракосочетании, что привело к критике Реформации. С тех про эта сага стала источником творческого вдохновения для литераторов и художников. Сначала графы Глейхены в первой трети XVI века изготовили тканый ковёр (гобелен) с фризом для украшения своего праздничного зала в замке Эренштейн в Ордруфе. Фигуры, изображённые в современном костюме и вооружении, заполняют восемь частей картины. Михаэль Заксе (Michael Sachse), графский придворный проповедник из Ордруфа, подробно рассказал об этом произведении искусства в своей ныне утраченной работе «О графах Глейхена» («Von den Grafen von Gleichen»). Этот ценный гобелен около 1600 года перешёл в качестве подарка или приданого в собственность бургграфов Кирхбергов и украшал стену их замка Фарнрода. В 1620 году гобелен был повреждён во время большого пожара в замке, при этом также был утрачен важный фрагмент с гербом графов Глейхенов. Повреждения не удалось устранить, поэтому уже в XVIII веке были высказаны сомнения относительно возраста гобелена. По просьбе великого князя Карла Августа из Саксен-Веймар-Эйзенаха, шурин Гёте, Вульпиус в 1814 году произвёл оценку гобелена в Веймарском городском замке. Вульпиус также оставил описание гобелена, которое хранится в библиотеке йенского университета.
Географ и энциклопедист Иоганн Готфрид Грегори под псевдонимом Мелиссантес распространил сагу, включив её в нескольких своих книг, изданных начиная с 1708 года в немецкоязычных странах. Его вариант из произведения «Обновлённая древность» (1713/1721) служил писателям романтизма образцом для подражания.
С конца XVIII сага популяризуется в литературе, музыке и изобразительном искусстве. В эти годы сагу популяризуют в своих балладах Лёвен, Бодмер и Фридрих Леопольд. В первоначальной редакции драмы Гёте «Стелла» (1775) Гёте упоминал счастливую историю графа Глейхена с его любимыми жёнами, Цецилией (Цецелией) и Стеллой, под девизом «Один дом, одна кровать и одна могила». Стала популярной версия саги под названием «Мелексала» (Melechsala) — так назвал дочь султана в своих «Народных сказках немцев» Музеус. Музеус создал новые сюжетные линии и добавил анекдотов; многочисленные аллюзии и размышления противоречат более поздней романтической концепции саги.
Сага о графе фон Глейхене канонизируется братьями Гримм в их «Немецких сагах». В своих «Сагах из доисторических времен Тюрингии» (1837) Людвиг Бехштейн соединяет воедино «Собрание трёх Глейхенов». Драматическая история графа Глейхена послужила источником вдохновения для нескольких драм, зингшпилей, опер и оперетт, в том числе драмы Арнима и попавшей под запрет из-за цензуры оперы Шуберта «Граф фон Глейхен» с либретто Бауэрнфельда. Среди художественных полотен хорошо известна картина Морица фон Швинда «Возвращение графа фон Глейхена» (1864). Целый цикл фресок о графе Глейхене есть в ратуше Эрфурта. Эти переработки делают историю иногда трагичной, иногда комичной и творчески преображают её.
Несколько обработок саги было сделано в XX веке, например, баллада «Графиня фон Глейхен» Агнеса Мигеля. В 1995—1996 годах тюрингенский композитор Вольфганг Хокке восстановил оперу и оркестровку по венским факсимиле. Премьера оперы состоялась в государственном театре Майнингена в стиле Шуберта в те годы. Нотный материал был издан в кассельском издательстве издательстве Bärenreiter для дальнейших выступлений и характеризуется маркировкой оригинала Шуберта в оригинальной композиции и дополнениями Хокке. Самая последняя адаптация — мюзикл «Граф фон Глейхен», созданный Петером Франком, премьера которого состоялась в 2006 году в Мюльберге в замке «Драй Глейхен».

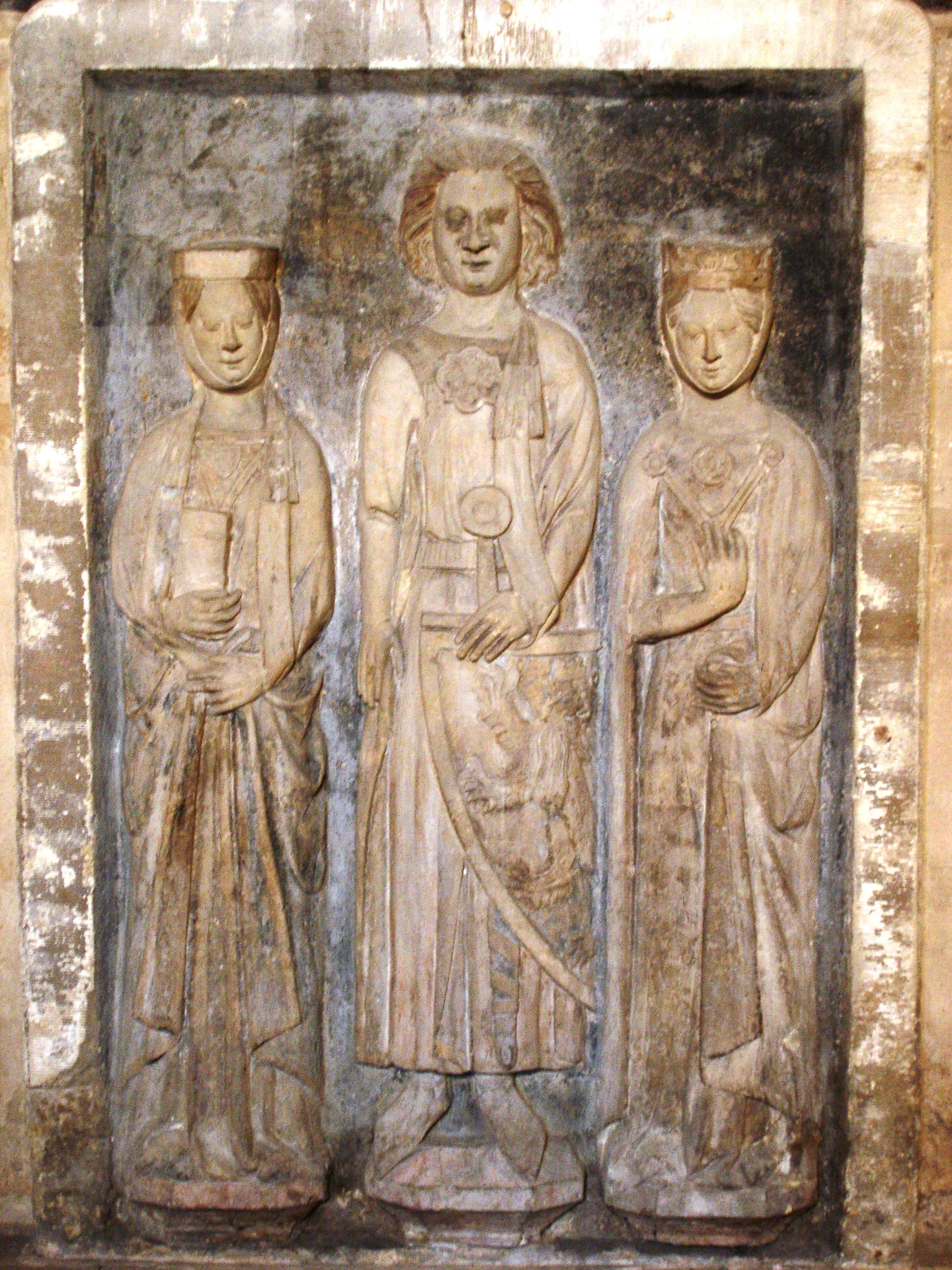
Надгробный камень могилы графа Глейхена и его двух жён в Кафедральном соборе Эрфурта.
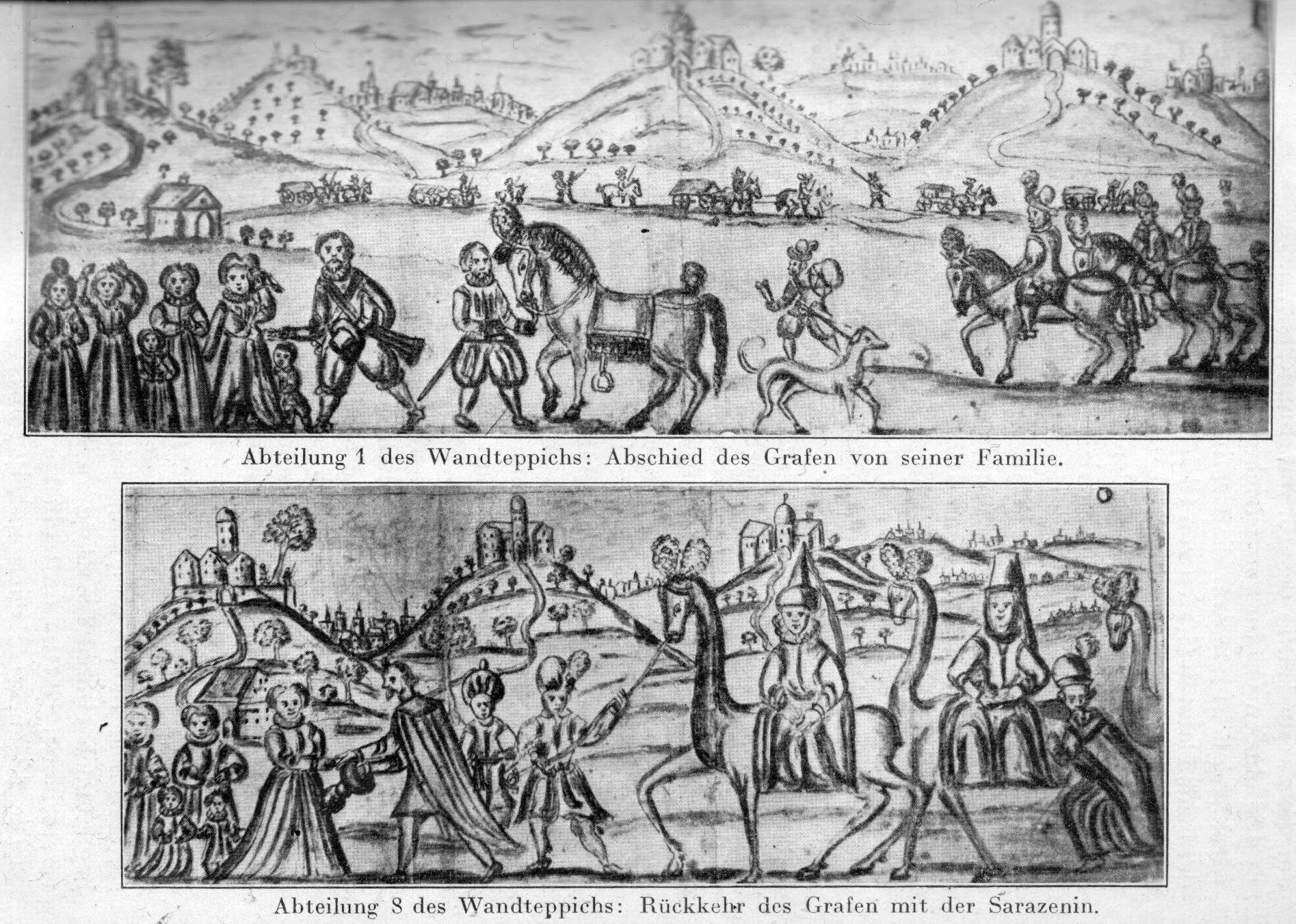
Изображение копии гобелена Вульпиусом
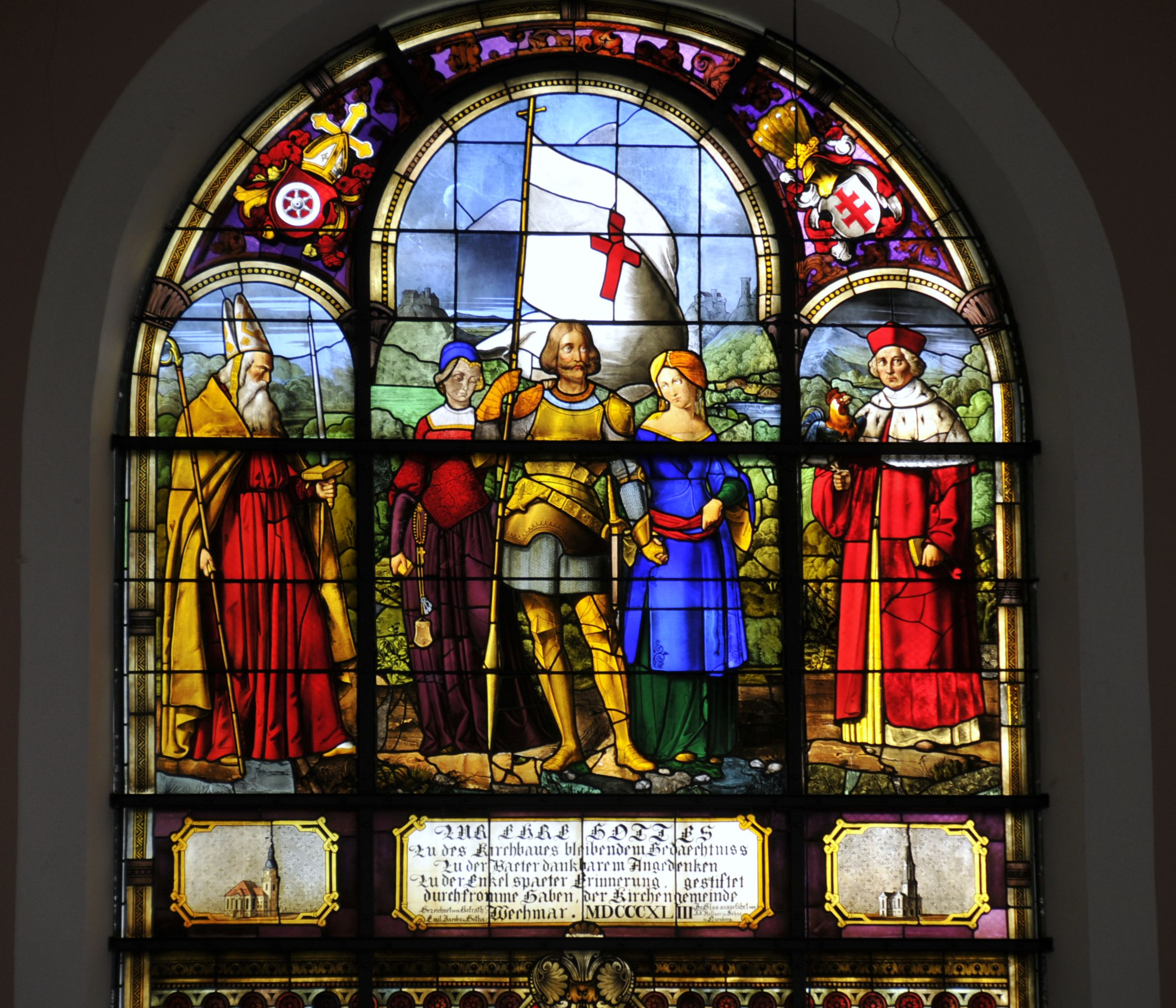
Витражи в церкви Санкт-Вити[нем.]
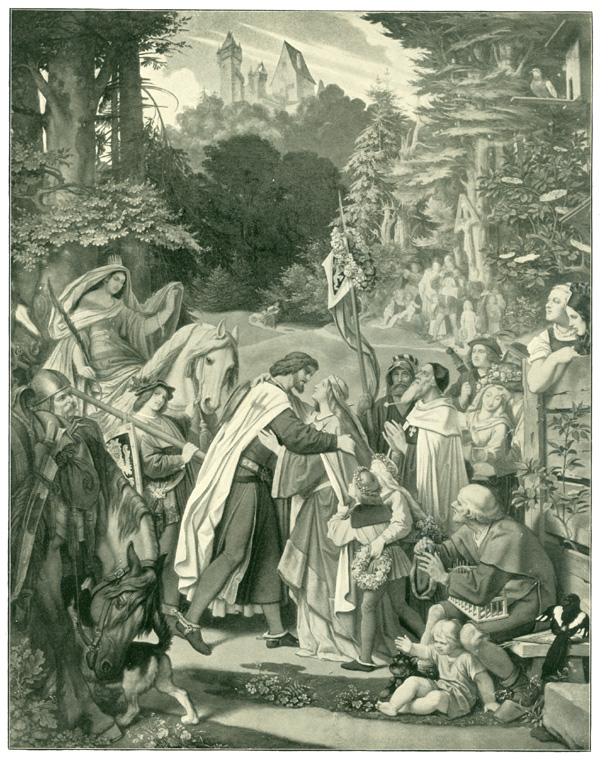
Швинд, Мориц фон «Возвращение графа Глейхена»

## В русской культуре
Эта жизнеутверждающая история произвела впечатление не только на немцев, но и на русских — так, её достаточно подробно рассказал историк Николай Карамзин в своих «Письмах русского путешественника», написанных по результатам поездки в Европу в 1789—1790 годах, а в 1802 году по её мотивам Гавриил Каменев написал поэму «Граф Глейхен». По-видимому, эта история была известна и А. С. Пушкину из «Исторического и критического словаря» (1697—1706) Пьера Бейля (экземпляр этой книги находился в личной библиотеке Пушкина) и текста Карамзина из «Писем…». Пушкинист В. С. Листов указывает, что эта легенда, возможно, повлияла на разработку сюжета «южных поэм» «Кавказский пленник» и «Бахчисарайский фонтан». По мнению Листова, южные поэмы Пушкина ближе к сказке Музеуса «Мелексала», чем к описанию Карамзина.